# Litvínov (zámek)
Litvínovský zámek je barokní zámek v Litvínově v okrese Most v Ústeckém kraji. Nachází se v Mostecké ulici čp. 1. Dochovaná podoba zámku vychází z valdštejnské přestavby v letech 1732–1743 a úprav v 19. století. Budova je v majetku města, které v části zámku zřídilo obřadní síň. Zámek je chráněn jako kulturní památka.

## Historie

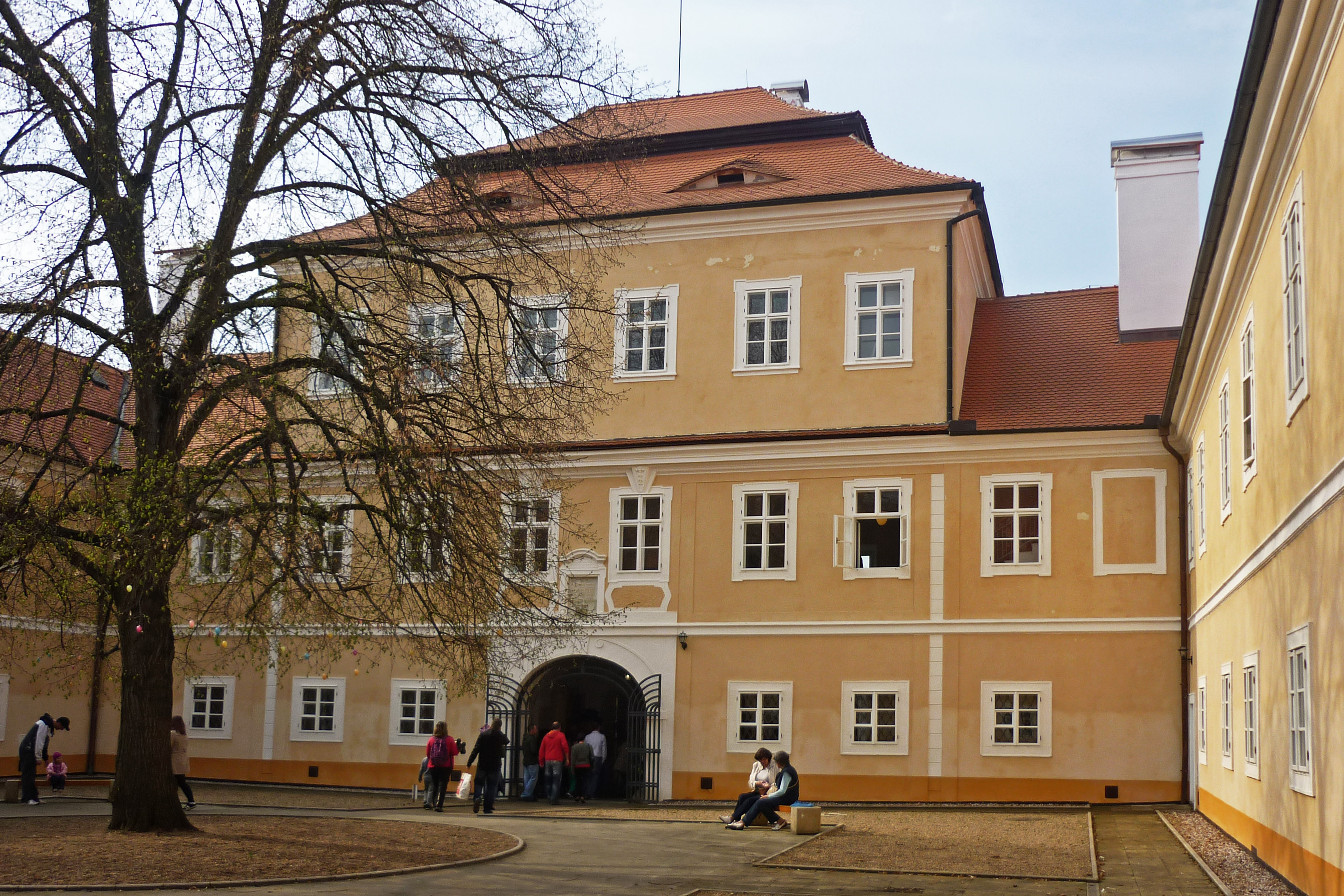
Nádvoří

Existence litvínovské tvrze je doložena k roku 1505, kdy ji Kašpar z Johnu prodal Zikmundovi z Duban. Od Zikmunda tvrz v roce 1532 koupil Mikuláš Velemyšleveský z Velemyšlevsi a po něm ji od roku 1534 měl v zástavě Zikmund z Knoblshofu. Páni z Johnu ale statek vykoupili zpět. Roku 1542 byl majitelem Martin z Johnu, jehož manželka Anna z Fictumu toho roku zemřela. Sám Martin zemřel v roce 1547 a statek po něm převzali jeho tři synové, z nichž Jiří († 1566) a Abraham († 1571) zemřeli bez potomků. Tvrz potom připadla nezletilým potomkům Martinova bratra Arnošta. Majetek za ně spravovala Anna ze Šarotinu, vdova po Arnoštovi. Od jejího syna Jáchyma Litvínov roku 1589 koupil Jan Václav z Lobkovic a připojil jej k Dolnímu Jiřetínu.
Dolnojiřetínské panství bylo v roce 1608 spojeno s duchcovským a zprávy o litvínovské tvrzi od té doby neexistují. Roku 1617 byly statky Dolní a Horní Litvínov propuštěny z manství.
Barokní zámek na místě tvrze nechal v letech 1732–1743 vybudovat podle projektu Františka Maxmiliána Kaňky hrabě František Josef Jiří z Valdštejna-Vartenberka. Budova byla přestavěna roku 1815 a později v roce 1878, kdy byla snesena většina slohových prvků. Zároveň byl na místě zrušené zahrady založen osmihektarový anglický park. Zámek od té doby sloužil jen hospodářským účelům.

### Novodobé dějiny
Po první světové válce byl zámek zestátněn Československem. Po roce 1948 zde sídlila Správa státních lesů a v roce 1960 zámek získalo městské muzeum, které se v roce 1964 sloučilo s Okresním muzeem v Mostě. V devadesátých letech 20. století byly sbírky převezeny do depozitáře v Mostě a zámek přestal být využíván. V letech 1994–2000 probíhaly částečné rekonstrukce objektu. V roce 2006 Ústecký kraj zámek bezplatně převedl do majetku města Litvínova.
V letech 2013 až 2015 prošel zámek rozsáhlou rekonstrukcí, která stála přes 32 milionů korun. V únoru 2015 pak byl zámek zpřístupněn veřejnosti. Od 1. prosince 2015 na zámku sídlí redakce Krušnohorských novin (Erzgebirgs-Zeitung), tradičního vlastivědného periodika pro Krušnohoří a České středohoří, jehož redakce ve městě Litvínov pracovala mezi lety 1881–1883 (do Litvínova přešla z Jirkova, následně byla přenesena do Teplic-Šanova).

## Popis
Čtyřkřídlý jednopatrový zámek obklopuje čtvercové nádvoří. Zahradní průčelí zdůrazňuje dvoupatrový středový rizalit krytý mansardovou střechou. Přízemní místnosti mají stropy klenuté valenou klenbou s lunetami. V zadním průjezdu zámku jsou do zdi osazeny čtyři renesanční náhrobky pánů z Johnu pocházející z let 1542, 1558, 1566 a 1571.